# Villagarcía de la Torre
Pour les articles homonymes, voir La Torre.
Villagarcía de la Torre est une commune d’Espagne, dans la province de Badajoz, communauté autonome d'Estrémadure.